# Liste der Ehrenbürger von Erlangen
Die Ehrenbürgerwürde ist die höchste kommunale Auszeichnung der Stadt Erlangen.
Seit 1822 wurden 54 Personen zu Ehrenbürgern ernannt. Die während der Zeit des Nationalsozialismus an Adolf Hitler, Julius Streicher und Paul von Hindenburg verliehenen Ehrenbürgerschaften wurden 1983 bzw. 2020 per Stadtratsbeschluss wieder aberkannt.
Laut Satzung der Stadt Erlangen darf es maximal fünf lebende Ehrenbürger geben.
Hinweis: Die Auflistung erfolgt chronologisch nach Datum der Zuerkennung.

## Die Ehrenbürger der Stadt Erlangen
|     | Name                                | Geburtsdatum Geburtsort                                   | Sterbedatum Sterbeort                  | Position | Bemerkungen                                           | Verleihung | Bild                            |
| --- | ----------------------------------- | --------------------------------------------------------- | -------------------------------------- | --- | ----------------------------------------------------- | ---------- | ------------------------------- |
| 01. | Johann Sigmund Lindner              | 15. September 1770 Kloster Sulz                           | 14. September 1827 Erlangen            | Erster rechtskundiger Bürgermeister (1818)                                                                    |                                                       | 1822       | Johann Sigmund Lindner          |
| 02. | Christian Friedrich von Glück       | 1. Juli 1755 Halle (Saale)                                | 20. Januar 1831 Erlangen               | Professor für Rechtswissenschaften, langjähriger Prorektor und Prokanzler                                     |                                                       | 1827       | Christian Friedrich von Glück   |
| 03. | Philipp Heim                        |                                                           |                                        | |                                                       | 1827       |                                 |
| 04. | Christian Karl Barth                | 23. November 1775 Bayreuth                                | 8. Oktober 1853 Erlangen               | Historiker |                                                       | 1838       |                                 |
| 05. | Johann Georg Veit Engelhardt        | 12. November 1791 Neustadt an der Aisch                   | 13. September 1855 Erlangen            | Professor für Evangelische Theologie                                                                          |                                                       | 1843       |                                 |
| 06. | Carl Franz Ferdinand Bucher         | 14. Juni 1786 Rinteln                                     | 3. Februar 1854 Erlangen               | Professor für Rechtswissenschaften, langjähriger Prorektor und Prokanzler                                     |                                                       | 1843       |                                 |
| 07. | Georg August Brüxner                | 30. November 1778 Erlangen                                | 29. Juni 1863 Brighton, England        | Kaufmann und Bankier in Meyer, Brüxner & Co., St. Petersburg, Russland                                        |                                                       | 1849       |                                 |
| 08. | Franz von Dittrich                  | 16. Oktober 1815 Nixdorf (Nordböhmen)                     | 29. August 1859 Nixdorf (Nordböhmen)   | Anatom, Professor für Innere Klinik und Leiter des Universitätskrankenhauses                                  |                                                       | 1856       | Franz von Dittrich              |
| 09. | Johann Christian Konrad von Hofmann | 21. Dezember 1810 Nürnberg                                | 20. Dezember 1877 Erlangen             | Theologe (Erlanger Theologie)                                                                                 |                                                       | 1856       | Johann Christian Konrad Hofmann |
| 10. | Pankratius von Dinkel               | 9. Februar 1811 Staffelstein                              | 8. Oktober 1894 Augsburg               | Pfarrer | später Bischof von Augsburg                           | 1858       | Pankratius von Dinkel           |
| 11. | Karl Ludwig Georg von Raumer        | 9. April 1783 Wörlitz                                     | 2. Juni 1865 Erlangen                  | Professor für Mineralogie, Pädagoge                                                                           |                                                       | 1861       | Karl Ludwig Georg von Raumer    |
| 12. | Jakob Herz                          | 2. Februar 1816 Bayreuth                                  | 27. September 1871 Erlangen            | Arzt | erster jüdischer Professor in Bayern                  | 1867       | Jakob Herz                      |
| 13. | Eugen Rosshirt                      | 11. November 1795 Oberscheinfeld                          | 13. Juli 1872 Erlangen                 | Gynäkologe und Geburtshelfer                                                                                  |                                                       | 1867       | Eugen Rosshirt                  |
| 14. | Johann Michael Leupoldt             | 11. November 1794 Weißenstadt                             | 21. August 1874 Erlangen               | Psychiater, Rektor der Friedrich-Alexander-Universität                                                        | Mitglied der Leopoldina                               | 1868       |                                 |
| 15. | Franz Makowiczka                    | 7. Mai 1811 Hagensdorf, Böhmen                            | 22. Januar 1890 Erlangen               | Nationalökonom und Abgeordneter der Frankfurter Nationalversammlung                                           |                                                       | 1877       |                                 |
| 16. | Adam Bücking                        | 15. Juli 1822 Erlangen                                    | 4. August 1884                         | Fabrikant |                                                       | 1882       |                                 |
| 17. | Johann Georg Ritter von Schuh       | 17. November 1846 Fürth                                   | 2. Juli 1918 Starnberg                 | Lehrer und Jurist, 1. Bürgermeister von Erlangen (1881–1892), 1. Bürgermeister der Stadt Nürnberg (1892–1913) |                                                       | 1892       |                                 |
| 18. | Gustav Bissinger                    | 10. Mai 1825 Schottenstein                                | 14. September 1898 Erlangen            | Gymnasialprofessor, Stadtrat                                                                                  |                                                       | 1895       |                                 |
| 19. | Johann Konrad Schmidtill            | 10. Dezember 1823 Erlangen                                | 28. Oktober 1903 Erlangen              | Malermeister, Mitglied des Stadtmagistrats, Vertreter im mittelfränkischen Landrat                            |                                                       | 1895       |                                 |
| 20. | Walter Hermann von Heineke          | 17. Mai 1834 Schönebeck                                   | 28. April 1901 Erlangen                | Professor für Chirurgie, Medizinalrat, Generalarzt                                                            | Mitglied der Leopoldina                               | 1899       | Walter Hermann von Heineke      |
| 21. | Isidor Rosenthal                    | 16. Juli 1836 Labischin                                   | 2. Januar 1915 Erlangen                | Professor für Physiologie                                                                                     |                                                       | 1906       | Isidor Rosenthal                |
| 22. | Daniel Hilpert                      | 9. Juni 1837 Erlangen                                     | 6. Februar 1923 Nürnberg               | Anwalt und Justizrat                                                                                          |                                                       | 1910       |                                 |
| 23. | Emil Kränzlein                      | 6. Juli 1850 Erlangen                                     | 7. Mai 1936 Erlangen                   | Fabrikant, Geheimer Kommerzienrat                                                                             |                                                       | 1910       |                                 |
| 24. | Friedrich Resenscheck               |                                                           |                                        | Kaufmann |                                                       | 1910       |                                 |
| 25. | Johann Jakob Steidel                | 8. März 1839 Erlangen                                     | 12. April 1913 Erlangen                | Mandelrübenfabrikant, Magistratsrat                                                                           |                                                       | 1910       |                                 |
| 26. | Theodor Ritter von Zahn             | 10. Oktober 1838 Moers                                    | 5. März 1933 Erlangen                  | Professor der Theologie                                                                                       |                                                       | 1910       | Theodor von Zahn                |
| 27. | Karl Theodor Ritter von Eheberg     | 1. Februar 1855 München                                   | 20. August 1941 Hohenschäftlarn        | Nationalökonom, Professor für Volkswirtschaft, Finanzwissenschaft und Statistik                               |                                                       | 1911       |                                 |
| 28. | Emil Fränger                        | 27. Oktober 1856 Lambrecht                                | 23. Dezember 1941 Erlangen             | Zweiter Bürgermeister                                                                                         |                                                       | 1919       |                                 |
| 29. | Franz Penzoldt                      | 12. Dezember 1849 Crispendorf                             | 19. September 1927 München             | Professor für Innere Medizin und Pharmakologie                                                                | Vater von Ernst Penzoldt                              | 1919       | Franz Penzoldt                  |
| 30. | Georg Böhner                        | 7. Mai 1854 Erlangen                                      | 26. April 1936                         | Kaufmann |                                                       | 1920       |                                 |
| 31. | Theobald Henftling                  |                                                           |                                        | |                                                       | 1923       |                                 |
| 32. | Karl Wilhelm Zitzmann               | 23. Oktober 1871 Nürnberg                                 | 7. Dezember 1956 Starnberg             | Kaufmann, Generaldirektor, Geheimer Kommerzienrat                                                             |                                                       | 1923       | Karl Wilhelm Zitzmann           |
| 33. | Hans Jäckel                         | 6. Juni 1859 Erlangen                                     | 23. Dezember 1937 Erlangen             | Metallwarenfabrikant, Kreisbranddirektor                                                                      |                                                       | 1927       |                                 |
| 34. | Carl Zucker                         |                                                           |                                        | Fabrikant |                                                       | 1931       |                                 |
| 35. | Hermann Hedenus                     | 30. April 1870 Weisendorf                                 | 24. Januar 1958 Erlangen               | Gymnasiallehrer, Schulrat                                                                                     |                                                       | 1932       |                                 |
| 36. | Paul von Hindenburg (aberkannt)     | 2. Oktober 1847 Posen                                     | 2. August 1934 Gut Neudeck, Ostpreußen | Generalfeldmarschall, Reichspräsident                                                                         | aberkannt per Stadtratsbeschluss vom 28. Oktober 2020 | 1933       | Paul von Hindenburg             |
| 37. | Adolf Hitler (aberkannt)            | 20. April 1889 Braunau am Inn, Österreich-Ungarn          | 30. April 1945 Berlin                  | Diktator des Deutschen Reiches                                                                                | aberkannt per Stadtratsbeschluss vom 23. März 1983    | 1933       | Adolf Hitler                    |
| 38. | Julius Streicher (aberkannt)        | 12. Februar 1885 Fleinhausen                              | 16. Oktober 1946 Nürnberg              | Gauleiter von Franken, Herausgeber des Stürmers                                                               | aberkannt per Stadtratsbeschluss vom 23. März 1983    | 1933       | Julius Streicher                |
| 39. | Anton Hammerbacher                  | 22. Juli 1871 München                                     | 22. Oktober 1956 Erlangen              | Gewerkschafter, Genossenschafter, Oberbürgermeister (SPD)                                                     |                                                       | 1946       |                                 |
| 40. | Paul Ritzer                         | 14. Oktober 1870 Möhrendorf                               | 6. September 1951 Erlangen             | Metallarbeiter, Gewerkschaftssekretär                                                                         |                                                       | 1950       |                                 |
| 41. | Max Anderlohr                       | 13. Februar 1884 Aschaffenburg                            | 6. Januar 1961 Erlangen                | Elektroingenieur, Vorstands- und Aufsichtsratsmitglied der Siemens-Reiniger-Werke, Wehrwirtschaftsführer      |                                                       | 1952       |                                 |
| 42. | Hans Flierl                         | 19. Oktober 1885 Forchheim                                | 21. August 1974 Erlangen               | Oberbürgermeister                                                                                             |                                                       | 1962       |                                 |
| 43. | Heinrich Franke                     | 27. Juni 1887 Kiel                                        | 7. Januar 1966 Erlangen                | Röntgeningenieur bei den Siemens-Reiniger-Werken, MdL                                                         |                                                       | 1962       |                                 |
| 44. | Peter von Siemens                   | 29. Januar 1911 Charlottenburg                            | 23. Mai 1986 München                   | Aufsichtsratsvorsitzender der Siemens AG                                                                      |                                                       | 1965       |                                 |
| 45. | Heinrich Lades                      | 4. Juli 1914 Nürnberg                                     | 4. August 1990 Erlangen                | Oberbürgermeister (CSU)                                                                                       |                                                       | 1972       |                                 |
| 46. | Peter Zink                          | 22. Dezember 1907 Erlangen                                | 10. Januar 2004 Erlangen               | Redakteur, Konstrukteur, Ehrensenator der Universität, MdL                                                    |                                                       | 1972       |                                 |
| 47. | Nikolaus Fiebiger                   | 7. August 1922 Langseifersdorf im Eulengebirge, Schlesien | 6. April 2014 Uttenreuth               | Professor für Experimentalphysik, Präsident der Universität 1975 bis 1990                                     |                                                       | 1990       |                                 |
| 48. | Bernhard Plettner                   | 2. Dezember 1914 Oberlahnstein                            | 2. November 1997 Erlangen              | Elektroingenieur, Aufsichtsratsvorsitzender der Siemens AG                                                    |                                                       | 1992       |                                 |
| 49. | Wilhelm Vorndran                    | 7. August 1924 Sondernau                                  | 4. September 2012 Erlangen             | Landtagspräsident                                                                                             |                                                       | 1994       |                                 |
| 50. | Dietmar Hahlweg                     | 31. Dezember 1934 Jagatschütz, Provinz Niederschlesien    |                                        | Oberbürgermeister (SPD)                                                                                       | Vater von Barbara Hahlweg                             | 1996       | Dietmar Hahlweg                 |
| 51. | Hermann Franz                       | 27. November 1928 Gelsenkirchen                           | 8. Oktober 2016 Erlangen               | Elektroingenieur, Aufsichtsratsvorsitzender der Siemens AG                                                    |                                                       | 2000       |                                 |
| 52. | Dieter Haack                        | 9. Juni 1934 Karlsruhe                                    |                                        | Bundesbauminister, Wahlkreisabgeordneter (SPD) für den Bundestagswahlkreis Erlangen                           |                                                       | 2004       | Dieter Haack                    |
| 53. | Siegfried Balleis                   | 4. August 1953 Nürnberg                                   |                                        | Oberbürgermeister (CSU)                                                                                       |                                                       | 2014       | Siegfried Balleis               |
| 54. | Dinah Radtke                        | 10. September 1947 Bamberg                                |                                        | Übersetzerin, Mitbegründerin des Zentrums für Selbstbestimmtes Leben Behinderter (ZSL)                        |                                                       | 2016       |                                 |